# 格拉漢姆·朗特瑞
格拉漢姆·朗特瑞（英語：Graham Rowntree；1971年4月18日—）是一位英格蘭已經退役的橄欖球運動員。從2007年開始，他開始擔任橄欖球教練。他曾任英格蘭國家橄欖球隊的助理教練。